# Глазенбахкламм

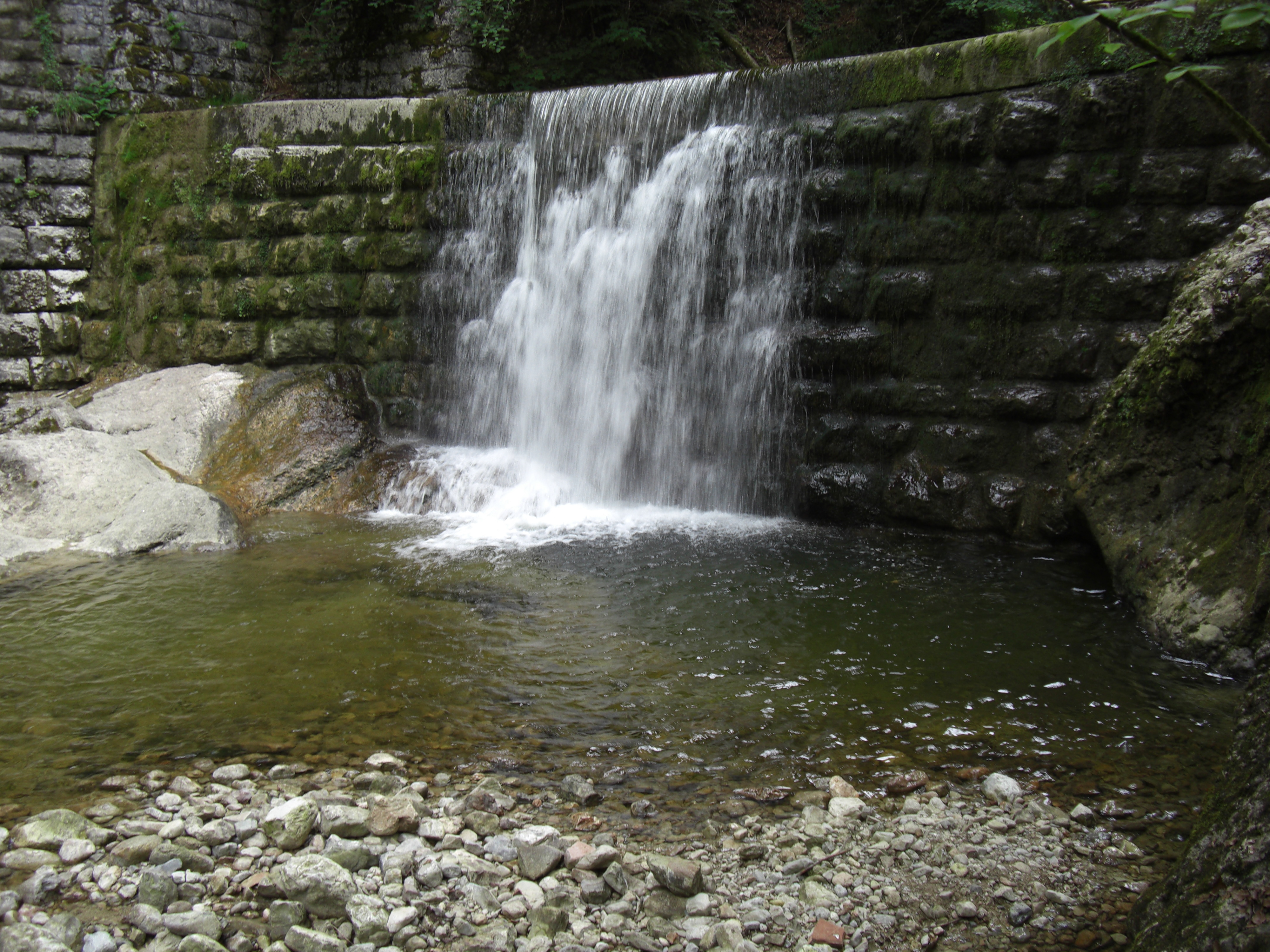
Водоспад на початку Глазенбахкламм

Глазенбахкламм — геологічно значуща, ділянка долини струмка Клаусбах, довжиною приблизно три кілометри, у Глазенбаху, одному з районів муніципалітету Ельсбетен, на південь від міста Зальцбург в Австрії. Незважаючи на назву (кламм перекладається як ущелина), це не ущелина в прямому сенсі цього слова, а виїмкова долина, що утворилася після останнього льодовикового періоду .
Це популярний район пішого туризму у жителів міста та околиць. Глазенбахкламм відомий викопними рештками організмів, такими як іхтіозавр, який експонується в Будинку природи Зальцбурга. Ще однією особливістю є оголені гірським потоком скельні утворення юрського періоду віком 200 млн років. Це означає, що історію формування Альп від колишнього морського дна до сьогоднішніх гір можна розглянути детально.

## Географічне положення
47°46′03″ пн. ш. 13°05′44″ сх. д. / 47.7676° пн. ш. 13.09565° сх. д.
Глазенбахкламм розташований у північних передгір'ях Альп у групі Остерхорн. Долина ущелини тягнеться близько трьох кілометрів зі сходу на захід.
Глазенбахкламм розпочинається приблизно за 500 метрів на південь від міської межі Зальцбурга. Струмок Клаусбах є правою притокою річки Зальцах, яка бере свій початок в приблизно 650 м.н.м. у нині замуленому Егельзее. Клаусбах слугує водозбором для частини групи Остерхорн, таких гір як Гайсберг, Шварцерберг та Мюльштайн. Глазенбахкламм закінчується приблизно на два кілометри вище за течією від місця злиття Клаусбаха з Зальцахом. Вхід до Глазенбахкламм розташований на висоті близько 450 м.н.м., а вихід — бл. 650 м.н.м. біля хутора Хоенванд Гфальс.

## Загальні дані

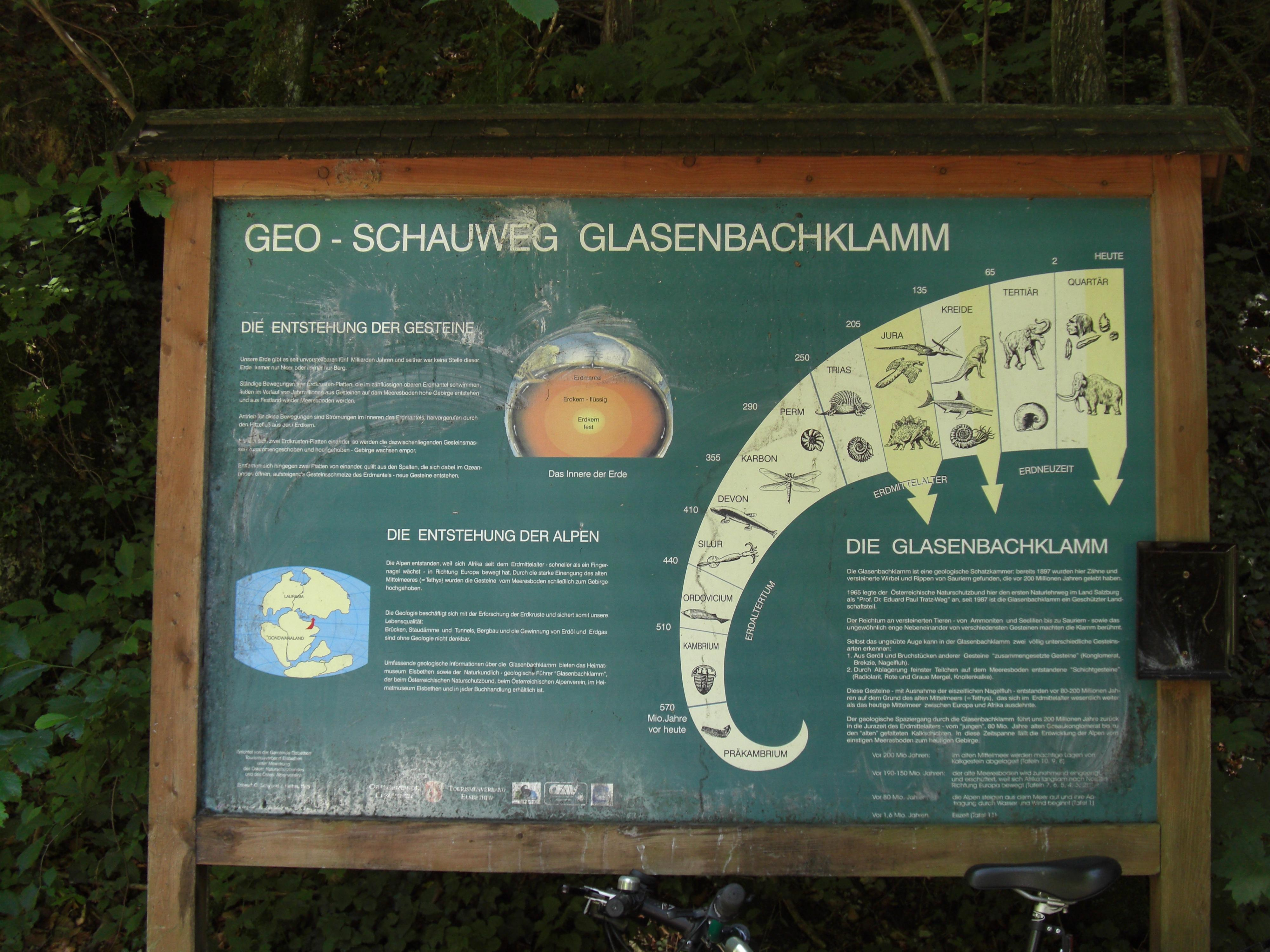
Інформаційна дошка біля входу в Глазенбахкламм

Струмок, що протікає через Глазенбахкламм, має назву Клаусбах, і тому не давав назву ущелині — крім того, є струмок Гласбах на півночі, біля Гласу. Натомість Глазенбах спочатку позначав невелику групу хуторів між стародавнім поселенням Глас (glasa) з його залишками римського поселення та Клаусбахом. Айген — Глас (сьогодні муніципалітет міста Зальцбург) і Ельсбетен — Глазенбах спочатку належали Ельсбетену, а зараз значною мірою заросли.
Назва Клаусбах походить від того факту, що потік, що протікає через ущелину, раніше був перекритий клявзою для лісосплаву. До відкриття залізниці Гізелабан 1871 року (ділянка між Зальцбургом і Галлайном), так сплавляли щонайменше 12 тис.клафтів (= 46680 кубічних метрів) деревини. Ця деревина була потрібна для розпалювання котла на солеварні в Галлайні. Однак приблизно 1880 року дрейфування деревини було припинено, оскільки нове залізничне сполучення з солеварнею означало, що випалювання деревини було припинено і переведено на випалювання вугілля. Це стало причиною того, що лісова адміністрація Майр-Мельнхоф, яка на той час володіла численною власністю, у 1882 році провела ґрунтову дорогу вздовж Клаусбаха через Глазенбахкламм.
Клаусбах бере свій початок близько 650 метрів над рівнем моря і долає близько 150 метрів перепаду висоти до впадіння в Зальцах. На південній стороні Глазенбахкламма є численні яри, тоді як північна сторона утворює крутий схил. З півночі в Клаусбах впадають лише кілька потоків. З півдня найбільшою притокою є Леттенбах.
Ущелина утворилася внаслідок ерозії дна потоку після закінчення льодовикового періоду 12 000 років тому і цей процес досі триває. Хоча Глазенбахкламм називають ущелиною, це більше виїмкова долина.

## Економіка

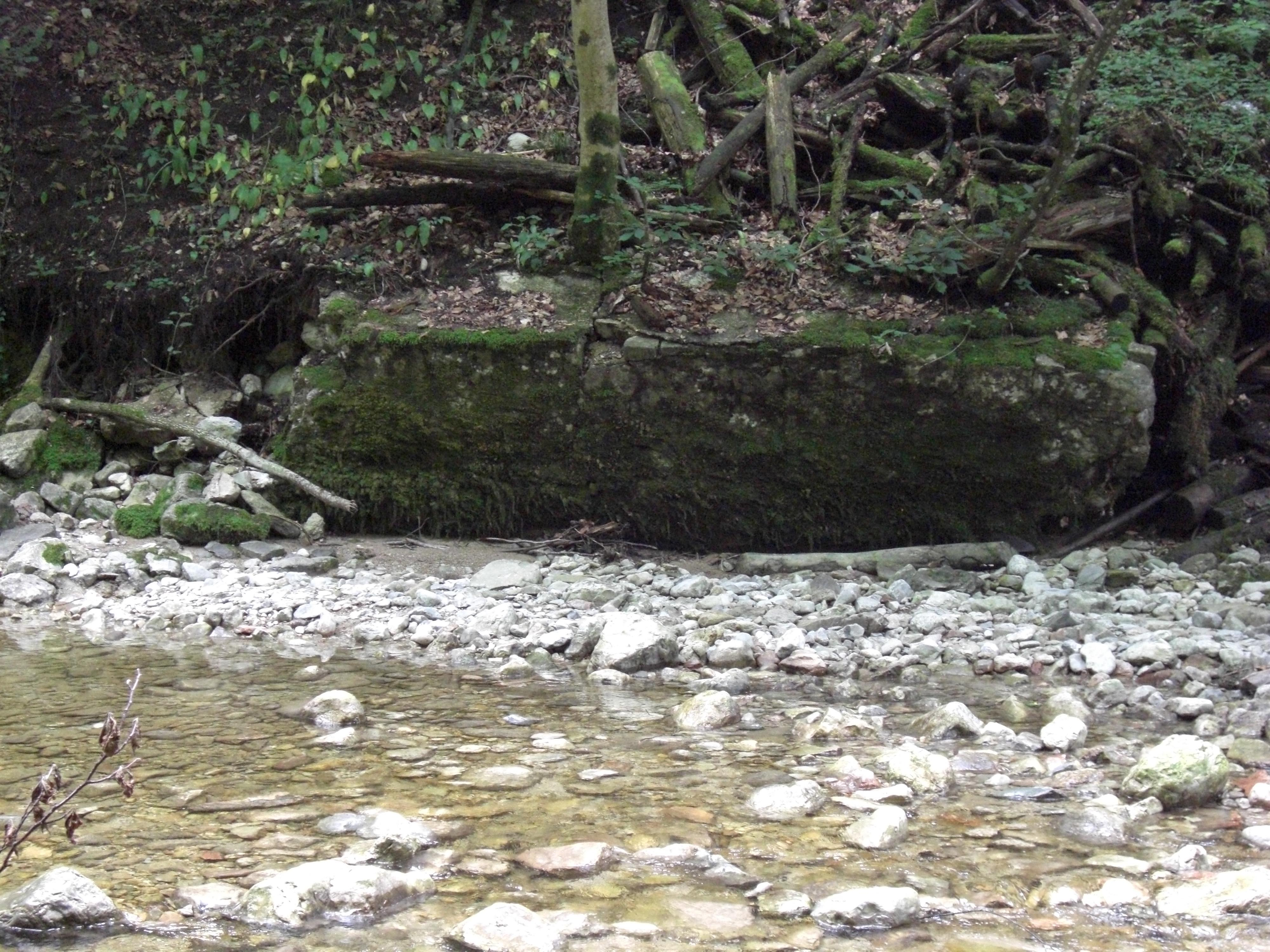
Залишки старого водосховища

Клаусбах був магнітом для підприємств, які потребували енергії води для приводу своїх машин. В результаті потік використовувався кількома компаніями, і це спричинило особливі труднощі, оскільки воду доводилося справедливо розподіляти між споживачами.
Першим відомим підприємством на Клаусбаху був кульовий млин, який був побудований 1770 року, але був зруйнований у повені 1798 р. Пізніші підприємства в промисловому районі Глазенбах більше не розташовувалися безпосередньо на Клаусбаху, а натомість отримували воду з заводського каналу, відведеного з Клаусбаха, який називали Пульвермюльбахом. Цей робочий канал мав довжину приблизно 1200 м, відгалужувався від Клаусбаха на виході з Глазенбахкламма і впадав назад у потік незадовго до того, як Клаусбах зливається з Зальцахом. З 1800 р. відомо, що водну енергію каналу використовували два млини (Хельмюле та Глазенбахмюле), коваль і зброяльня, лісопильня і два порохові млини. У 1830 році виробники пороху Löhner і Sinder використовували по дві порохові трамбовки на заводському каналі, які до 1883 року були розширені до шести. Перший дрейф деревини відбувся 1860 року, оскільки лісорубу було дозволено транспортували пиломатеріали, але не кругляк, від Хоенвальда до нижче Хельмюле. Але він був відповідальний за можливе пошкодження мосту Глазенбах, Зальцбург-Галляйнерштрассе та мосту біля впадіння Клаусбаха в Зальцах.
Економічне використання Клаусбаха та його бічного каналу було припинено приблизно 1954 р. Причинами цього були, з одного боку, руйнування повінню водозливу, який підтримував рівень води Клаусбаха, а з іншого боку, електрифікація лісопильного заводу, який на той час був останнім, що ще користувався заводським каналом (пороховий цех було закрито ще 1918 року).

## Геологія

### Утворення гірських порід

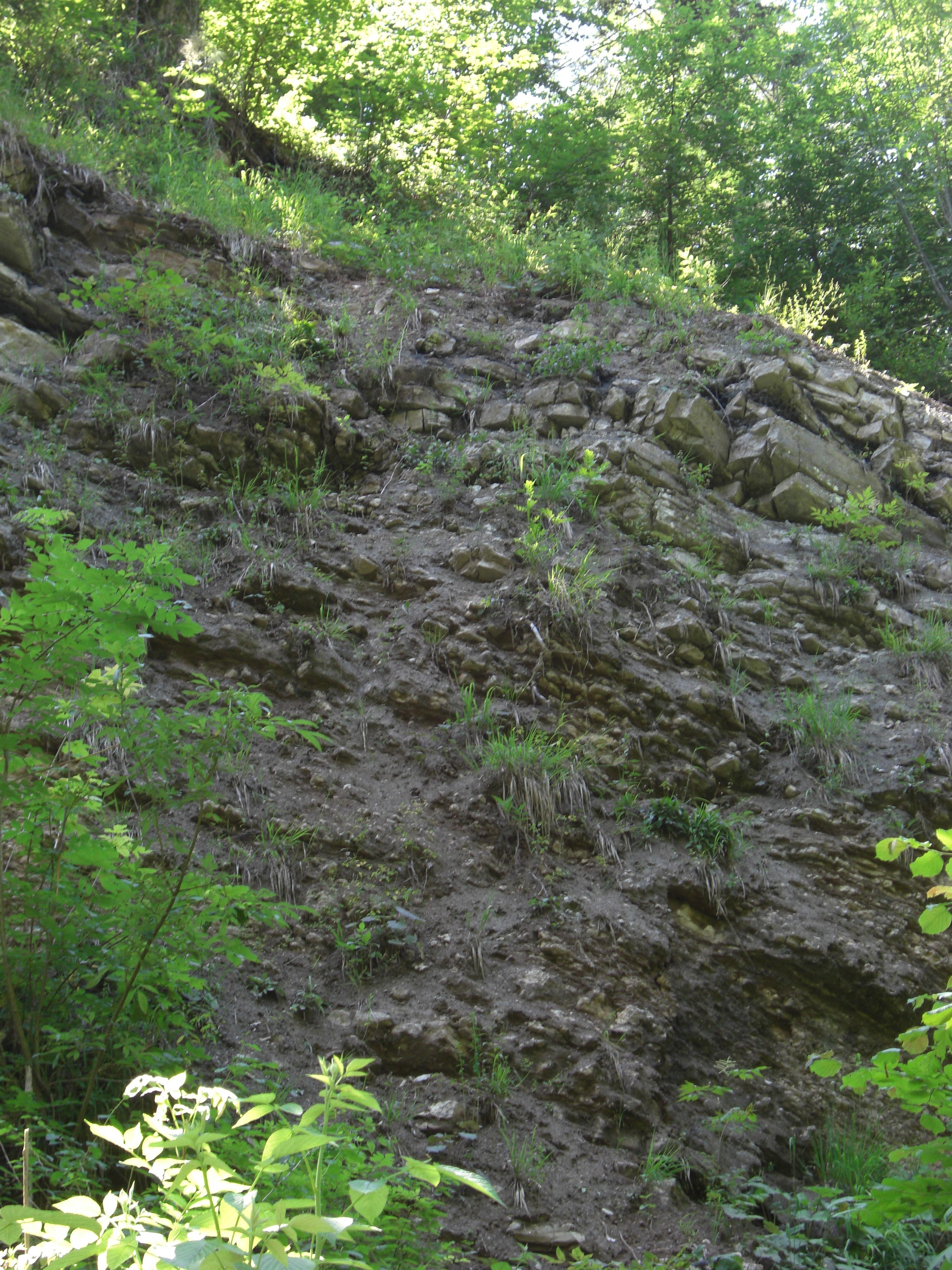
Серія мергелів аднет з виступами

Глазенбахкламм пропонує багато гірських порід з окремих епох історії Землі, переважно з юрського та крейдяного періоду, а також із плейстоцену (льодовиковий період). Екзогенні сили, які утворили цю ущелину, діють і донині.
Але не тільки час 213 мільйонів років, а й седиментація мали вплив на породи ущелини з початку формування гірських порід. Адже поклади відбувалися не в районі сьогоднішнього Зальцбурга, а в теплому тропічному морі, далеко на півдні — навколо географічної широти сьогоднішньої Північної Африки. На ці умови вказує викопна флора і фауна пластів гірських порід ущелини. Хоча середня глобальна температура під час мезозойської ери, коли гірські породи відкладалися в ущелині Глазенбах, була значно вищою, ніж сьогодні, тропічний кліматичний район аж ніяк не досягав нинішніх широт ущелини (прибл. 47,5° пн.ш.). Конкретні факти для району походження далеко на півдні дають передусім тектонічні та палеомагнітні маркери.
Перші припущення про південну область походження почалися, коли 1912 року Альфред Лотар Вегенер висунув гіпотезу, що материки не є твердими нерухомими масивами суші, а дрейфують, як крижини, на в'язкій подушці у верхній частині земної мантії. Згодом виявилося, що не тільки континенти могли змінити своє положення, а й їхні фрагменти могли наблизитися один до одного і віддалятися один від одного. Сьогодні ця швидкість становить близько 3–15 см на рік, у крейдяний період рухи могли становити до 25 см на рік. Ця теорія, висунута Гаррі Хаммондом Гессом, стала відома як «теорія тектоніки плит» і заснована на теорії Альфреда Вегенера та теорії течій під земною корою австрійського геолога Отто Ампферера.
Існують додаткові докази того, що осадові гірські породи Глазенбахкламма утворювались далі на південь через їх палеомагнетизм. Намагнічувані мінерали в осадах або в рідкій магмі поводяться як магніти і орієнтуються залежно від напрямку переважаючого магнітного поля. Застигання відкладень або застигання магми «заморожує» нахил намагнічених мінералів. Оскільки ці матеріали зберігають свій нахил, за результатами вимірювання нахилу можна зробити висновок про територію їх походження.

### Палеогеографія
Більшість гірських порід утворилися в різний час у різних регіонах і в різних кліматичних умовах. У Глазенбахкламм не так легко узгодити хронологічну послідовність утворення породи з того часу з просторовим співіснуванням нинішнього розташування. Найдавніші відкриті породи походять з найдавнішого періоду мезозою — тріасу.

#### Тріас
У тріасовому періоді, приблизно 240 мільйонів років тому, надзвичайно мілке море розкинулося в північній частині відкладення, в якому утворилися Вапнякові Альпи. Воно розташовувалось на приблизно від 25° до 30° північної широти, що відповідає нинішнім розташуванням Лас-Пальмас, Каїра та Кувейту . Умови, що були в цьому колишньому неглибокому морі, подібні до сучасних у Мексиканській затоці. У ватах цього мілкого моря доломіт, так званий головний доломіт, утворився з відкладених шарів вапняку. Ближче до кінця тріасового періоду мілководдя занурилось, а разом з ним знизилась і температура води, що в кінцевому підсумку призвело до відмирання рифів.

#### Юрський період
Температура в Юрі нижчою, ніж у тріасі, але все ще значно теплішою, ніж сьогодні. В результаті не тільки змінилися умови осадження порівняно з тріасом, але й збільшилася кількість хвилювань дна, що призводило до перерв в осадонакопиченні. Крім того, тектонічні хвилювання призвели до зсувів осадових відкладень. Коли ці ковзаючі маси розпадалися, утворювалася брекчія. У Глазенбахкламмі ці породи досягають висоти до 15 м.

#### Крейда
Перехід від юрського періоду до крейди 145 мільйонів років тому в основному пройшов без будь-яких скельних змін. У вищій нижній крейді перші опуклості і складки виникли в ході першої великої фази альпійського горотворення, яка відбулася в середній крейді близько 120 мільйонів років тому і досягла свого піку 88 мільйонів років тому. З початком верхньої крейди почали формуватися відклади Гозау. З тектонічної точки зору час відкладів Гозау ознаменувався сильними тектонічними хвилюваннями, які виражалися в появі потужних конгломератів. З кожною фазою розкриття Альп посилювалася ерозія. Потоки перенесли уламки в мілководдя і створили могутні гравійні тіла, які сьогодні існують у вигляді конгломерату.

#### Третинний
У Глазенбахкламмі точно не відомо жодних шарів третинного періоду. Таким чином, період у 63 мільйони років не задокументований у скелях.

#### Четвертинний
Четвертинний період є наймолодшим періодом в історії Землі. Кайнозойська ера почалась 1,64 мільйона років тому з льодовикового періоду (плейстоцену). Найновіший сегмент ери Нової Землі, голоцен, почався з танення великих льодовикових мас. Формування виїмкової долини Клаусбаха можна простежити до льодовикового періоду з його чергуванням холодних і теплих періодів, які почалися 2,6 мільйона років тому. У головних долинах Альп, поглиблених льодовиковими масами, бічні потоки насипали могутні алювіальні конуси. Біля підніжжя стін трога жолоби утворилися купи щебеню, який з часом розмивався також у раніше довшій долині Клаусбаха.

## Флора

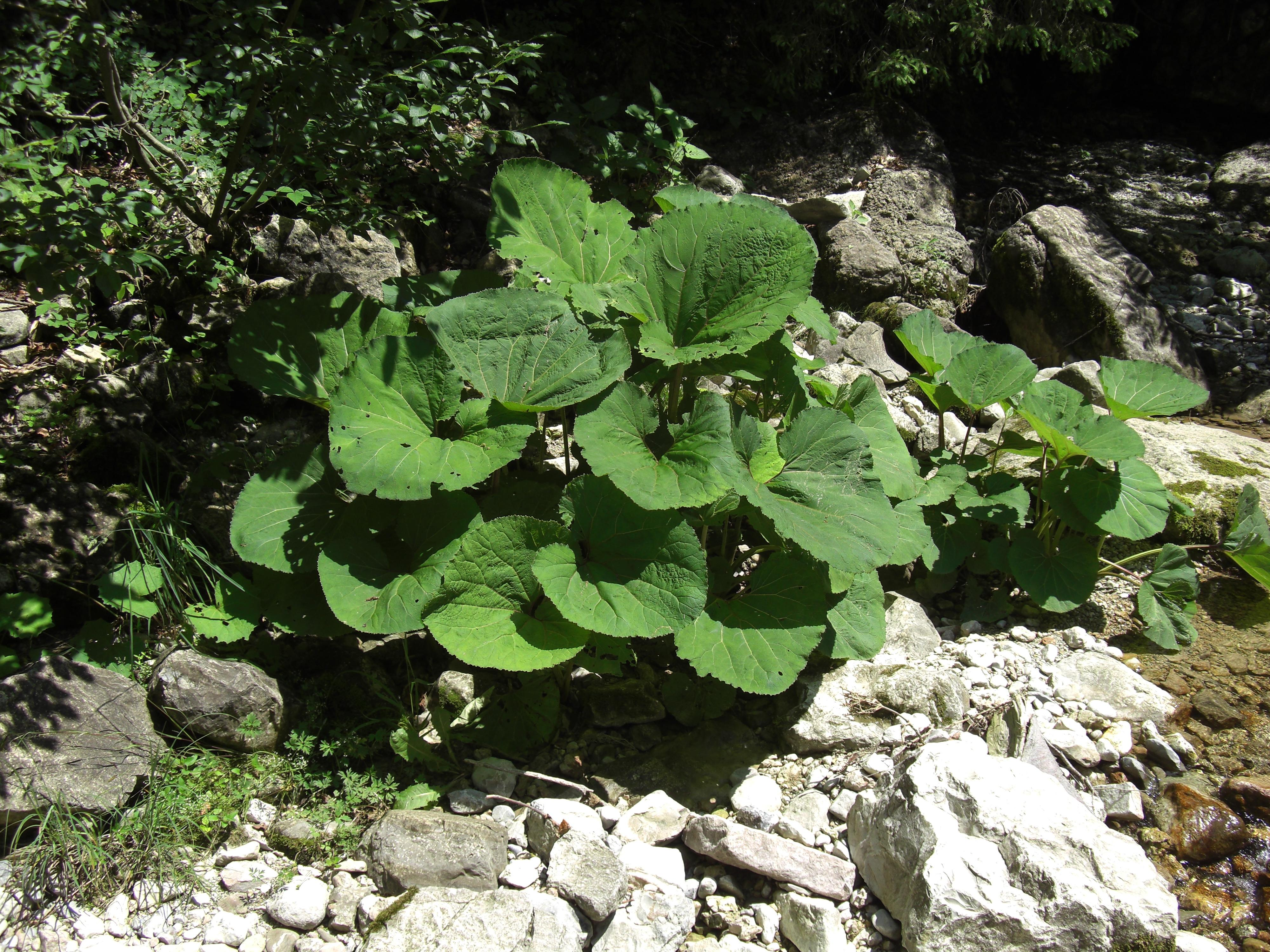
Кремена гібридна

Глазенбахкламм є популярним місцем для піших прогулянок для жителів Зальцбурга та його околиць не лише з геологічної точки зору, а й через різноманітність рослин, які ростуть в ущелині. Через геолого-біологічні особливості ця ділянка 1987 року визнана природозахисною територією. Глибоко вирізана долина зі слабко розвиненим дном пропонує інші екологічні умови для рослин, ніж для тих, що знаходяться довкола. На відміну від схилів вище, ущелина містить різноманітні листяні дерева. Бук звичайний насправді тільки випадково потрапляє у глибші ущелини, тут в основному поширені явір, клен звичайний, ясен, вільха сіра і в'яз шорсткий. Ця деревна популяція також значною мірою формується кліматичними факторами. Розташування схід-захід пропускає мало сонячного світла в ущелину, що сприяє тіньовим рослинам. Висока вологість повітря, викликана тінню та випаровуванням Клаусбаха, призводить до прохолодного місцевого клімату навіть у спекотні дні.

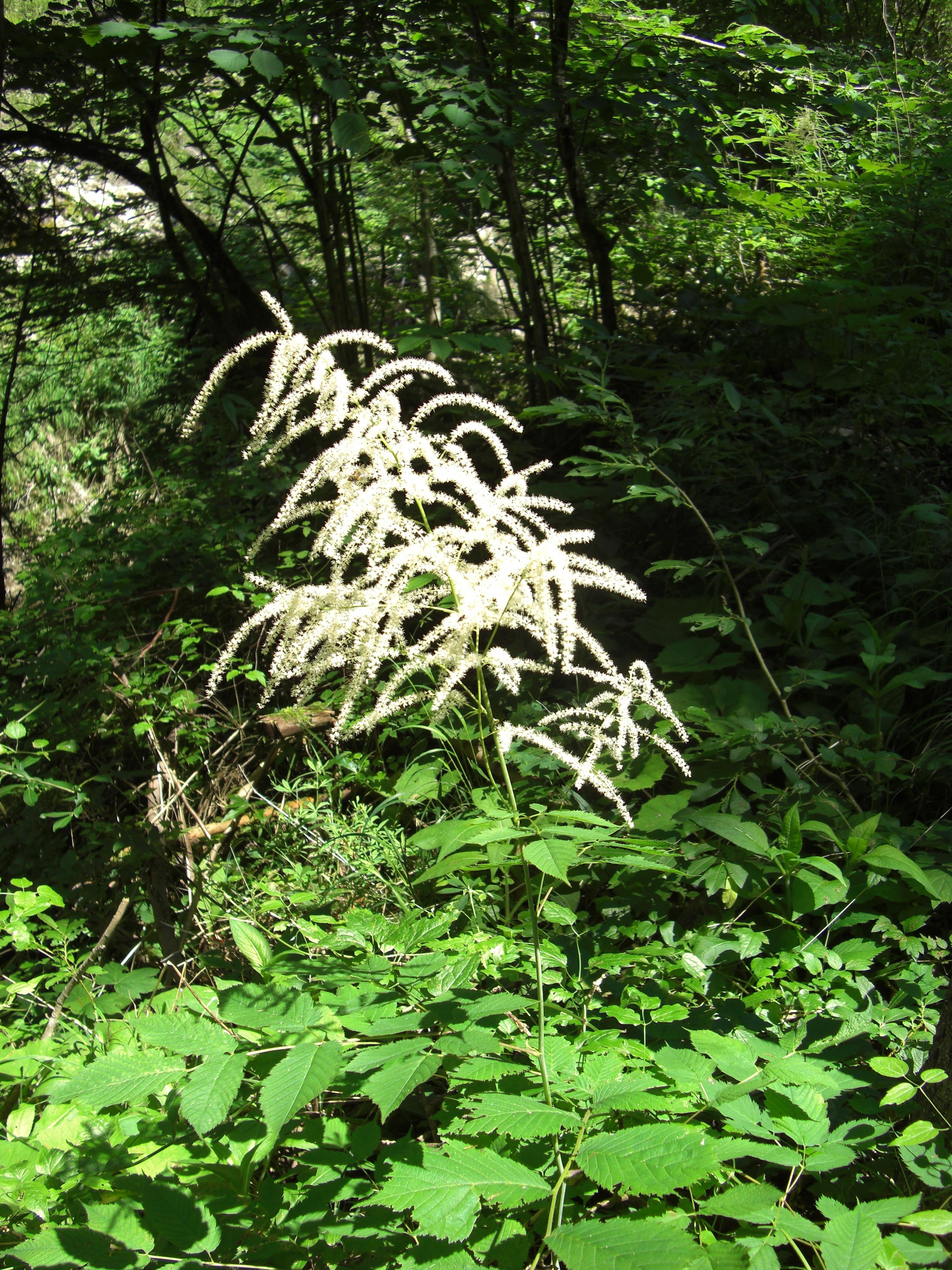
Таволжник

На рівнинних ділянках нижнього схилу з поверхневими водами накопичуються поживні речовини та гумус. Це створює пишну заплавну рослинність із чагарниками та великою кількістю папоротей, особливо такими як багаторядник шипуватий, безщитник жіночий та рідкісний, але красивий аспленій сколопендровий. Найпоширенішим представником чагарників є жимолость звичайна. У цій місцевості також можна зустріти епіфіти, такі як плющ звичайний, та високі багаторічні рослини, такі як таволжник звичайний, чернець колосистий, жовто-квітуча тоя вовкобійна. Хороший запас поживних речовин із стабільно високою вологістю також важливий для кропиви, яглиці та розрив-трави.

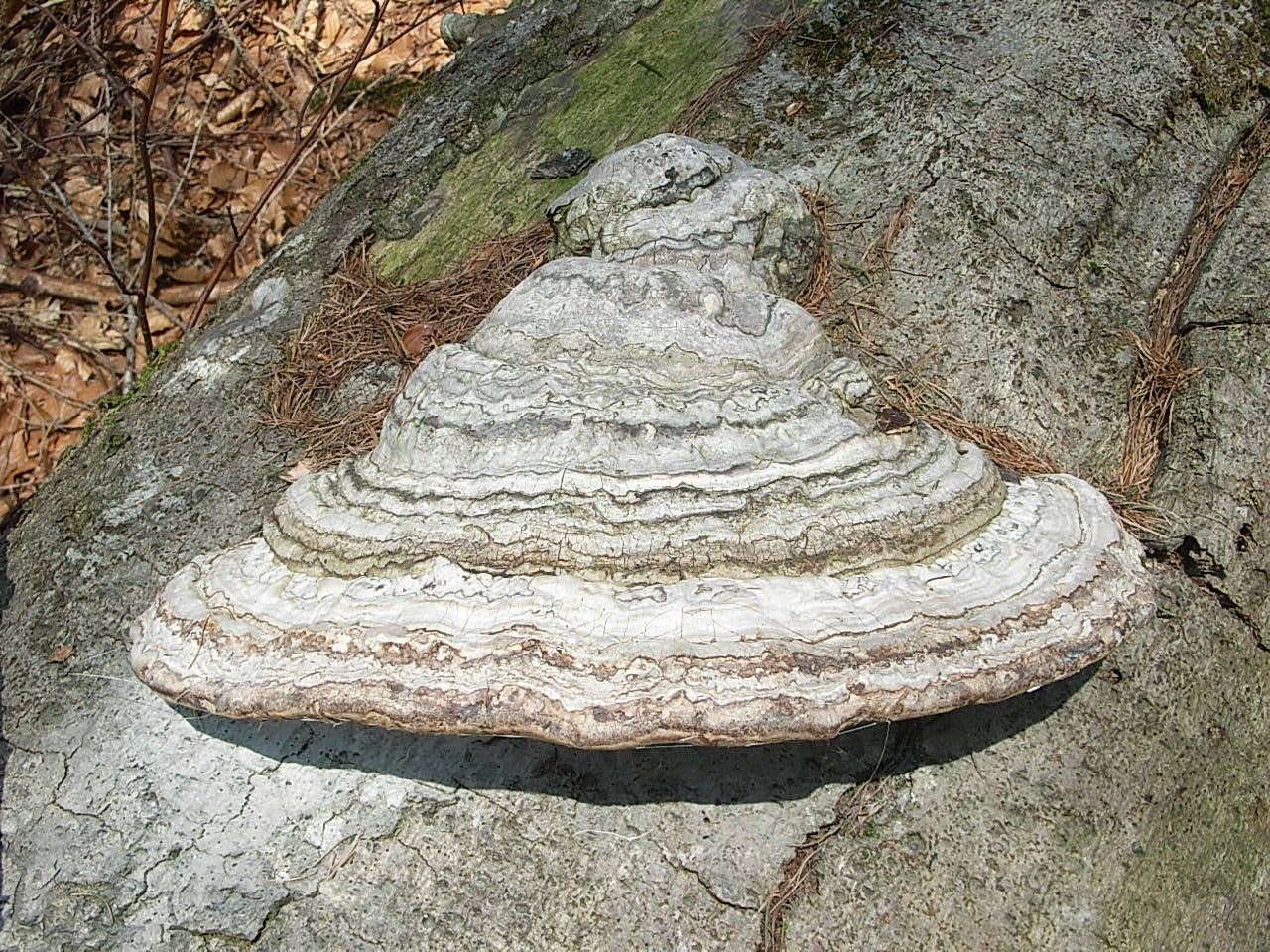
Трутовик справжній

Численні мохоподібні, які процвітають на корі дерев, на скелях, а також на лісовій підстилці, особливо пишні. Селезінник волосинчастий можна зустріти на стінах доріжок і каменях вздовж струмка, а також на мохах.
Вологий ліс каньйону також є середовищем проживання для різноманітних видів грибів. Обмежена лісозаготівля, частково високий вік дерев, велика кількість сушняку, природний та наближений до природного склад порід дерев та надзвичайно вологий, прохолодний клімат каньйону є перевагою для видів грибів, які живуть у деревинах.
Вологі скельні стіни та каміння, що лежать на землі, вкриті різнокольоровим кірким лишайником, який потребує мало світла. На корі дерев також іноді зустрічаються світло-коричнево-зелені плями, це епіфітні корові лишайники, які розвивають свої накопичувальні клітини безпосередньо в корі.

## Фауна

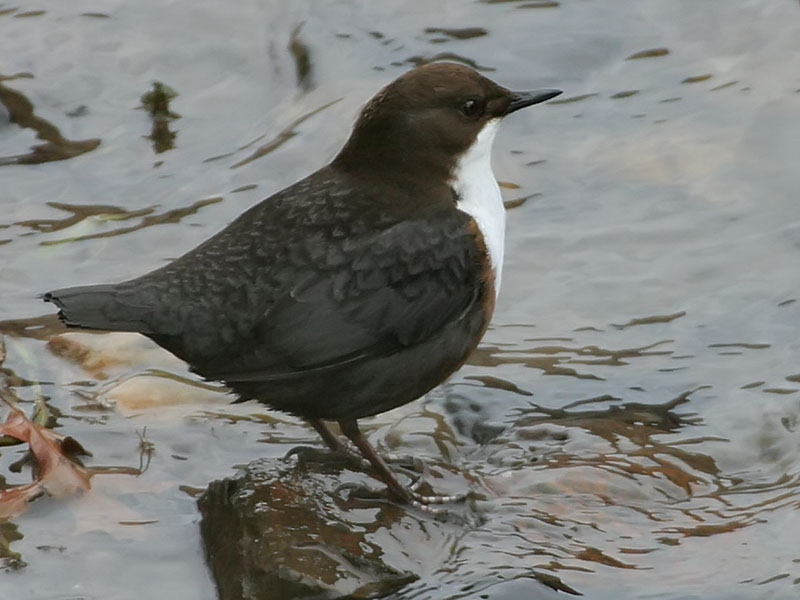
Пронурок біловолий

На додаток до великої різноманітності флори, Глазенбахкламм є відпочинком та екологічно різноманітним середовищем проживання чудової фауни. Комахи (такі як веснянки, одноденки, волохокрильці, мошки), личинки яких можна знайти в потоці, становлять кормову базу для птахів і риб.
Чистота води має вирішальне значення для появи коричневої форелі (Salmo trutta). Коппе (Cottus gobio) також живе в струмку.
Також в ущелині дуже багато різноманітних жуків, метеликів (зоряниць, цитринців), равликів або вологолюбної вогняної саламандри.
Ссавці в районі Глазенбахкламм включають борсуків, лисиць, куниць та альпійських мідиць.
Пронурок біловолий і плиска гірська надають перевагу життю біля гірського струмка. В ущелині Глазенбах живуть також дрізд співочий, синиця блакитна, синиця велика, синиця чорна, синиця чубата та гаїчка болотяна, вільшанка, повзик, зяблик тощо.

## Скам'янілості

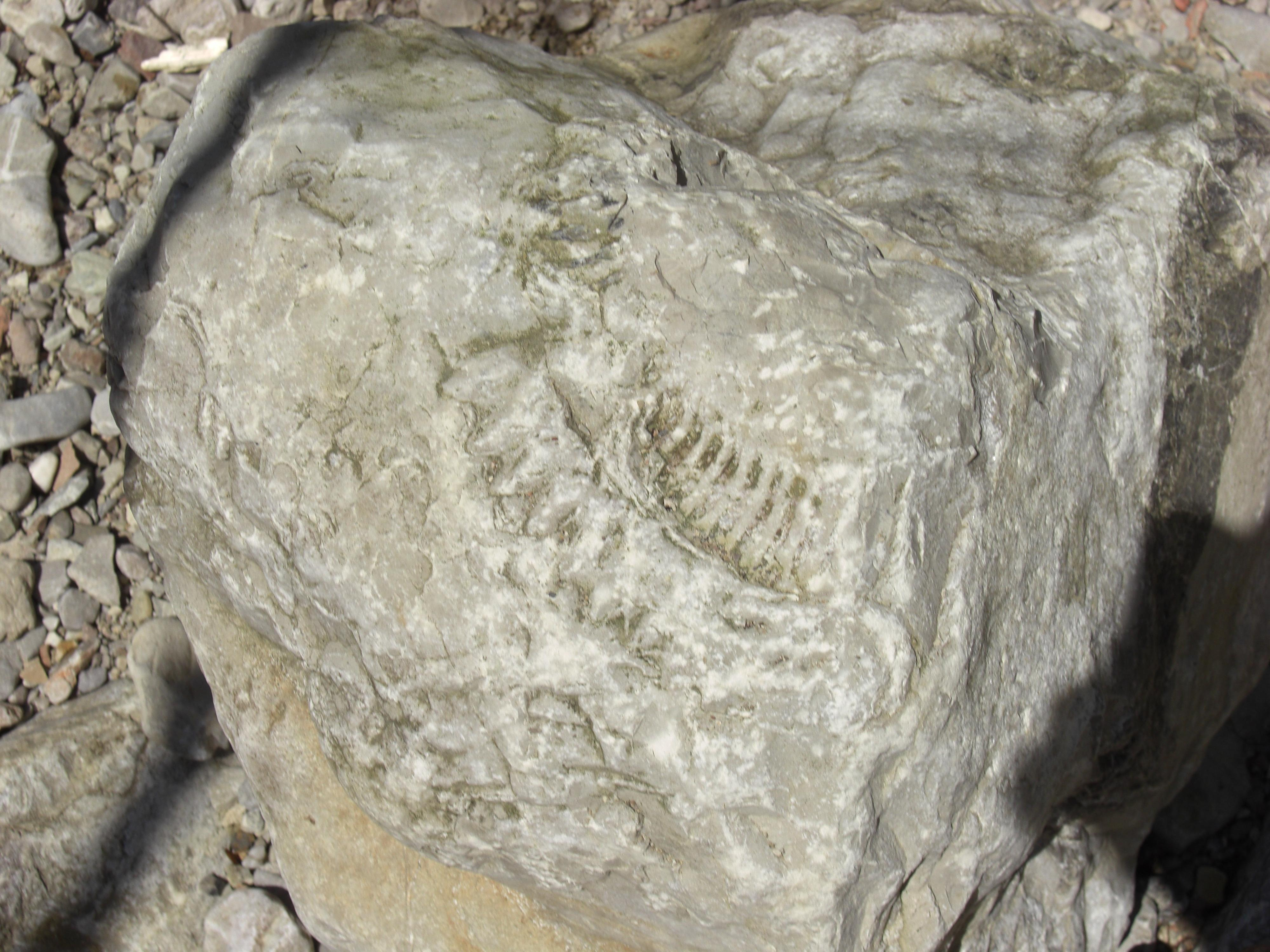
Неповна скам'яніла рештка амоніта

Останки іхтіозавра були вперше описані ще 1897 р. Пізніші розкопки з 1960 по 1978 роки дали ряд інших зубів, хребців і ребер, які зараз експонуються в Будинку природи у Зальцбурзі.
Мергелі Глазенбахкламма дають багату і добре збережену спорову флору з тріасу.
Скиди в більш молоді товщі сприяли тому, що амоніти були виявлені як у лежачих шарах (нижні товщі), так і в підвісній стіні (верхні товщі). Крім того, низка зразків амонітів (Echioceras raricostatum) з Ліас була знайдена під місцем розташування динозаврів, які зараз зберігаються в Будинку природи.
Відносно висока продуктивність планктону в морській воді та недостатній вміст кисню на морському дні також спричинили високий вміст поживних речовин у товщі Шайбельберга.
Багато скам'янілостей можна знайти і сьогодні, в основному після танення зимового снігу або після зсуву в ущелині. Гравійні схили, оголені таким чином, дають велику кількість скам'янілостей. У 2002 році стався величезний зсув (200 м шириною і 100 м завдовжки) поблизу місця знахідки динозавра. Там було виявлено велику кількість скам'янілостей, наприклад амоніти, мідії та равлики.

## Пішохідний маршрут та інформаційні дошки
Доісторична та географічна стежка веде через ущелину Глазенбах. Вхід знаходиться в Глазенбаху, трохи південніше міста Зальцбурга. З міста можна легко дістатися до Глазенбахкламм тролейбусом № 7 . Приблизно через десять хвилин ходьби розташований вхід до ущелини і перша з кількох інформаційних дошок в каньйоні. Приблизно через 3 км розташований кінець ущелини. Звідти можна піти до гостьового будинку Рамсау або продовжити рух у напрямку Гайсберга.
| Немає. | Назва інформаційної дошки                                        | Опис | Зображення |
| ------ | ---------------------------------------------------------------- | --- | ---------- |
| 1      | Конгломерат Гозау                                                | У цьому місці можна побачити поширений по всій північній околиці Альп конгломерат. Він утворився в результаті дрейфу континентів Північно-Африканської плити більше 80 мільйонів років тому (верхня крейда). Ця порода відносно часто зустрічається в Глазенбахкламмі, в основному на орографічній лівій стороні Клаусбаха. |            |
| 2      | Радіоларит                                                       | Після цієї зупинки ви можете побачити радіоларит, побудований шарами один над одним. Ця порода була утворена з мертвих, так званих радіолярій, приблизно 150 мільйонів років тому. За деякими винятками, радіоларит можна побачити лише в Глазенбахкламм на орографічно правому боці Клаусбаха. |            |
| 3      | Червоні та сірі мергелі                                          | На цьому місці Глазенбахкламма можна побачити червоні та сірі мергелі. Вони утворюють кам'яну стіну висотою близько 20 метрів, з якої падає невеликий водоспад. Мергелі утворилися з тонкодисперсного мулу близько 160 мільйонів років тому. Тут також Леттенбах впадає в Клаусбах. |            |
| 4-й    | Червоний комкуватий вапняк і мергель                             | Ці породи розташовані в безпосередній близькості від червоних і сірих мергелів і їх важко відрізнити одна від одної. |            |
| 5      | Комкувата брекчія                                                | Це місце знаходиться далі всередині Глазенбахкламм, ніж раніше згадані. Тут можна побачити брекчію, яка, як і конгломерат, складається з цементованих порід. Порода розташована вздовж пішохідної стежки та у великих валунах у руслі річки Клаусбах. Ця брекчія утворилася близько 180 мільйонів років тому (нижньоюрський період). |            |
| 6-й    | Виступ                                                           | Трохи далі від позиції 5 можна зустріти виступ брекчії товщиною приблизно два метри в червоному комкуватому вапняку. |            |
| 7-й    | Виступи                                                          | Після невеликого вигину на шляху слідують два виступи червоних комкуватих брекчій товщиною приблизно один метр у одному з шарів Шайбльберга. |            |
| 8-й    | Червоний комкуватий вапняк та сірий комкуватий кременевий вапняк | З цієї точки спостередень ви можете чітко побачити шар червоного комкуватого вапняка поверх шару сірого кременевого вапняка. Червоний комкуватий вапняк створений шляхом почергового осадження вапняного мулу в морі, сірий комкуватий кременевий вапняк складається з кремнезему і використовувався в кам'яній добі як інструмент. Ці породи утворилися близько 200 мільйонів років тому (нижньоюрський період).                                           |            |
| 9      | Місце знахідки динозаврів                                        | У цьому місці в ущелині Глазенбах були знайдені перші скам'янілості близько 125 років тому. Навіть сьогодні багато скам'янілостей можна знайти на цьому місці, головним чином тому, що 2004 року величезний зсув вирвав з корінням всю землю і виявив нові скам'янілості. Ще в 1896 році тут проводилися розкопки скам'янілостей. Сьогодні будь-які розкопки в Глазенбахкламмі заборонені, оскільки ця територія оголошена «Заповідною частиною ландшафту». |            |
| 10     | Складені шари вапняка                                            | Ця частина Глазенбахкламма є однією з найбільш видовищних. Тут можна побачити пластини, що лежать одна на одній, які протягом мільйонів років стискалися в найхимерніші утворення. |            |
| 11     | Нагельфлю                                                        | У кінці Глазенбахкламма ви все ще можете побачити могутні скелясті стіни та валуни з Нагельфлю. Нагельфлю був створений в льодовиковий період, коли річки переносили осадові породи з Альп на північ. Тому ця скеля є наймолодшою в Глазенбахкламмі. |            |

## Вебпосилання
- www. [Архівовано 6 листопада 2021 у Wayback Machine.] Alpintouren.at [Архівовано 6 листопада 2021 у Wayback Machine.] — Опис походу з деякими датами